# Gare de Samer
La gare de Samer est une gare ferroviaire française (fermée) de la ligne de Saint-Omer à Hesdigneul, située sur le territoire de la commune de Samer dans le département du Pas-de-Calais, en région Nord-Pas-de-Calais. 
Elle est mise en service en 1874 par la Compagnie des chemins de fer du Nord-Est et fermée au service des voyageurs en 1968 par la Société nationale des chemins de fer français (SNCF).

## Situation ferroviaire
Établie à 46 mètres d'altitude, la gare de Samer est située au point kilométrique (PK) 111,211 de la ligne de Saint-Omer à Hesdigneul entre les gares ouvertes au trafic du fret de Desvres et d'Hesdigneul
Fermée au service des voyageurs à la fin des années 1950 vers Saint-Omer et à la fin des années 1960 vers Boulogne Samer se trouvait alors entre les haltes de Longfossé au PK 104,600 et de Carly au PK 114,530, aujourd'hui la double voie qui la desservait a été mise à voie unique et est utilisée uniquement pour le trafic de marchandises.

## Histoire
Le 31 mai 1872, le projet de détail de la « station de Samer » est approuvé sous certaines réserves. Elle est mise en service par la Compagnie des chemins de fer du Nord-Est, le 1er juin 1874 après l'inauguration officielle de la ligne le 25 mai 1874.
En 1880, le quai aux marchandises est déplacé et les voies à l'entrée de la gare sont modifiées. En 1881, on construit un quai pour les voyageurs sur le côté droit de la gare et on pose une nouvelle voie de garage. En 1883, l'abri pour les voyageurs a été installé.
Le trafic voyageurs est fermé  sur la section Saint-Omer - Desvres le 15 juillet 1959 et la gare est fermée au trafic voyageurs le 4 novembre 1968 lors de la fermeture à ce service de la section de Desvres à Boulogne.

## Patrimoine ferroviaire
Le bâtiment voyageurs d'origine bien qu'inutilisé pour le service ferroviaire est toujours présent et a été transformé en habitation particulière. Tout comme celui de Lumbres, il est en tous point identique à des gares édifiées en Belgique par la Société belge de chemins de fer et le Grand central belge.
La plupart des gares de la Compagnie des chemins de fer du Nord-Est appartiennent à une version simplifiée de ce plan, qui se distinguent par l'absence d'arcs en plein cintre et la présence d’œils-de-bœuf au pignon.